# Челкарии
Челкарии (лат. Tshelkaria) — род вымерших млекопитающих из подсемейства Didymoconidae отряда Didymoconida. Известно два вида; оба — из отложений среднего олигоцена Азии.

## Систематика
Род челкарии относится к семейству Didycomodonidae, которое ранее палеонтологи относили к креодонтам (Creodonta), к  мезонихиям (Mesonychia), к насекомоядных (Insectivora), а с 2001 года повысили в ранге до отряда Didymoconida из клады эутериев (Eutheria). Челкария была впервые описана палеонтологом В. И. Громовой в 1959 году. Некоторые исследователи (Van Valen, 1996; Лопатин, 2006) причисляют челкарий к роду Didymoconus.

## Места и древность находок
Этот род принадлежал к так называемой индрикотериевой фауне и обитал на Земле в эпоху среднего олигоцена в Азии, примерно 28,5 миллионов лет назад. Останки челкарии (вида Tshelkaria rostrata) впервые были найдены в месторождении впадины Челкартенгиз в Казахстане. Помимо Казахстана останки челкарий встречаются в Монголии.
| Мезозой | Кайнозой | Кайнозой | Кайнозой | Кайнозой | Кайнозой | Кайнозой | Кайнозой | Эра        |
| Мезозой | Палеоген | Палеоген | Палеоген | Неоген   | Неоген   | Чт       | Чт       | П-д        |
| ------- | -------- | -------- | -------- | -------- | -------- | -------- | -------- | ---------- |
| Мезозой | Палеоцен | Эоцен    | Олигоцен | Миоцен   | П        | п        |          | Эп.        |
| 251,902 | 66       | 56       | 33,9     | 23,04    | 5,333    | 2,58     |          | млн. лет ← |
| 251,902 | 66       | 56       | 33,9     | 23,04    | 5,333    | 2,58     | 0,0117   |            |

## Видовой состав
В состав рода входят два вида. Первый — T. rostrata, описанный Громовой в 1961 году. Это типовой вид, останки которого были обнаружены в отложениях среднего отдела олигоценовой эпохи, в Центральном Казахстане, у озера Челкар-Тениз, за что это животное и получило своё родовое название. Второй вид, описанный тем же специалистом в 1962-м, — T. robusta — является более крупным. Останки его были найдены в отложениях той же геологической эпохи в Монголии. Есть предположение, что это всего лишь синоним первого из упомянутых видов. В частности, в Большом Энциклопедическом словаре род был назван монотипическим.

## Описание, морфологические признаки, образ жизни
Челкарии были мелкими плотоядными животными размером с хорька. Как сказано выше, их сначала относили к архаичным креодонтам, ещё похожим на насекомоядных. Но зубы и некоторые признаки черепа челкарий стали причиной в этом усомниться: они указывают на принадлежность зверька к хищным (хотя его рацион, видимо, составляли мелкие животные, в частности, насекомые). На это учёных натолкнули следующие признаки: у челкарии было два нижних резца, Р3 моляризован частично, в то время как Р4 — полностью, М2 незначительно редуцирован, имеет мета- и гипокон; р4 полностью моляризован; в середине ширина зубов р4 — m2 достигает чуть более значительных показателей, чем в их заднем отделе; зуб М2 короче зуба М1, а зубы М3 и m3 отсутствуют. Метаконид и протоконид имели отвесную форму; пластинка талонида была чётко разделена на два конуса. Что же касается верхних коренных зубов, то они имели форму смотрящих внутрь треугольников и имели на них острые бугорки, а также режущие поперечные гребни, их соединяющие. Причём зубов, характерных для плотоядных животных, у челкарий не было. Другим результатом изучения челкарии стало предположение о существовании между креодонтами и насекомоядными родственных связей.
Челюстной аппарат челкарий имел некоторые удивительные свойства, в частности, спереди челюстные кости были удлинены, образуя на верхней челюсти рострум — клиновидный выступ, притупленный на конце, снизу выпуклый, а сверху образующий прочную трубку вместе с носовыми костями. Специалисты предполагают, что этот костный носовой шип служил инструментом для раскапывания верхнего слоя рыхлой почвы в поисках жуков, червей и гусениц, которыми челкарии питались. Также вероятно, что челкарии обладали длинным подвижным хоботком, подобно современным щелезубам и прыгунчикам. Тем не менее, остаётся неясным, почему эти существа должны были копать именно носом. Ведь лапы их были вполне пригодны для этой процедуры: разгибающие и сгибающие мышцы передних конечностей челкарии были сильно развиты, а пальцы были хорошо приспособлены для рытья. Их когтевые фаланги были крупны, остры, высоки и длинны, с боков они были сжаты и имели прочное сцепление с роговым когтём благодаря глубокому расщеплению на своих концах. Также был сильно развит выступ для сгибателей пальцев, находившийся на нижней стороне когтевых фаланг, это свойство похоже на признаки современных цокоров, слепышей и других роющих млекопитающих. Что же касается задних конечностей, они у челкарий были длиннее и тоньше передних, они имели расширенную пяточную кость, тесно сближенные плюсневые кости и фаланги пальцев. Эти и некоторые другие особенности строения свидетельствуют о переходе животных к пальцехождению и том, что при ходьбе челкарии опирались преимущественно на стопу.
Также есть вероятность того, что челкарии не были исключительно подземными животными, а жили на поверхности, лишь разрыхляя верхние слои почвы при поиске пропитания. Поскольку они были способны рыть лишь мягкий грунт, средой обитания их, скорее всего, были леса и болота.